# Izumo Dome
Izumo Dome (jap. 出雲ドーム Izumo Dōmu) – hala sportowa znajdująca się w Izumo, w prefekturze Shimane, w Japonii. 
Pojemność obiektu wynosi 2,5 tys. osób, maksymalnie 5 tys., a wliczając powierzchnię boiska – 10 tys. 
Hala została otwarta w 1992 roku. Jest to największy drewniany budynek w Japonii (49 metrów wysokości, 143 metrów średnicy).